# John Neumeier
John Neumeier, född 24 februari 1939 i Milwaukee i Wisconsin, är en amerikansk balettdansör, koreograf och regissör. Han har varit chefskoreograf vid Hamburgbaletten i Tyskland sedan 1973. År 1996 blev han chef för baletten vid Hamburgs Staatsoper. 
När Neumeier var åtta år tog han sin första danslektion. Dansstilen han provade på först var steppdans. Han fortsatte sedan att studera balett både i Köpenhamn och vid Royal Ballet School i London. År 1963 blev han upptäckt i London av Marcia Haydée och Ray Barra. Efter ett tag engagerade John Cranko honom vid baletten i  Stuttgart, där Neumeier  utvecklades till solodansare.
År 1969 utsågs Neumeier till chef för baletten i Frankfurt, där han fick framgång med sina nya tolkningar av Nötknäpparen, Romeo och Julia och Daphnis et Chloé.

## John Neumeiers verk
Som koreograf hade Neumeier ständigt fokuserat på att bevara balettraditionen, samtidigt som hans verk blev mer moderna och dramatiska. Detta visas mest i hans klassiska version av "Story ballets". För egna skap har han skapar en personlig berättarform, exempelvis The Story of King Arthur. Han gjorde flera verk av Shakespearebaletter, bland annat En midsommarnattsdröm, Hamlet, Othello, Som ni behagar och Vivaldi. De var litterära baletter som skapades för Marcia Haydée. 
Ett framstående verk byggt på litterär förlaga är Peer Gynt till Alfred Schnittkes musik. Till samma genre hör Kameliadamen och Linje Lusta samt Odysséen, som hade världspremiär i Aten i november 1995. År 1997 skapade han Sylvia för baletten vid  Parisoperan. American Ballet Theatre gav en världspremiär av hans balett Getting Closer 1999.
John Neumeier har fått mest uppmärksamhet för sina koreografier av symfonier av Gustav Mahler, Bachs Matteuspassionen och Juloratoriet och Mozarts Requiem. Neumeier har alltid fascinerats av Wacław Niżyński, som inspirerat honom till tre biografiska baletter: Vaslav (1979), Nijinsky (2000) och Le Pavillon d'Armide (2009). 
Andra viktiga verk från 2000-talet är Winterreise (december 2001), Måsen (juni 2002), Préludes CV (juni 2003), Döden i Venedig (december 2003) och Parzival - Episoden und Echo (december 2006). År 2005 skapade han Den lilla sjöjungfrun, en hyllning till Hans Christian Andersen, som hade urpremiär den 15 april vid öppningen av det nya operahuset i Köpenhamn.